# Ciklobutan
Ciklobutan je organsko jedinjenje sa formulom . Ciklobutan je bezbojni gas i komercijalno je dostupan kao utečnjeni gas. Sam ciklobutan nema komercijalni ili biološki značaj, ali su kompleksiniji derivati važni u biologiji i biotehnologiji.

## Struktura
Uglovi veza između atoma ugljenika su znatno napregnuti i kao takvi imaju niže energije veze nego srodni linearni ili nenapreguniti ugljenovodonici, npr. butan ili cikloheksan. Ciklobutan je nestabilan iznad 500°C.
Četiri atoma ugljenika u ciklobutanu nisu koplanarna, nego prsten tipično poprima povijenu konformaciju. Jedan od atoma ugljenika je pod uglom od 25° u donosu na ravan formiranu od preostala tri atoma ugljenika. Time se interakcije među atomima prstena redukuju.